# بويان بافلوفيتش (لاعب كرة قدم)
بويان بافلوفيتش (1 فبراير 1985 بكراغوييفاتس في صربيا - ) هو لاعب كرة قدم صربي في مركز الوسط. لعب مع نادي إسترا 1961 ونادي تشوكاريتشكي وKaposvári Rákóczi FC ‏ ونادي ميتالاك وبوراتس تشاتشاك ‏.

## وصلات خارجية
- بويان بافلوفيتش (لاعب كرة قدم) على موقع قاعدة بيانات كرة القدم.إي يو (الإنجليزية)
- بويان بافلوفيتش (لاعب كرة قدم) على موقع Soccerway.com (الإنجليزية)